# Opération Loyton
Libération de la France (Seconde Guerre mondiale)
Batailles
Ferme de Viombois

Le [département des Vosges est colorisé en rouge

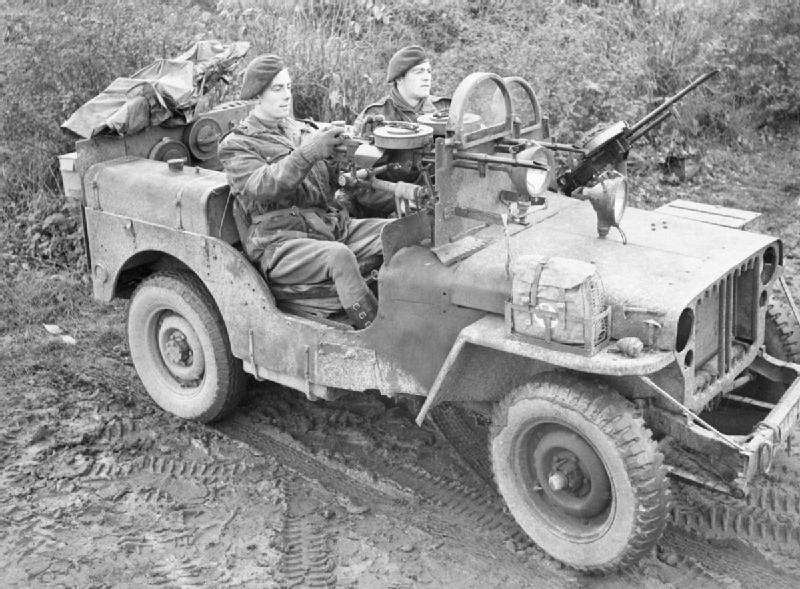
Modèle de Jeep armée utilisée lors de l'opération Loyton

Opération Loyton est le nom de code donné à une mission du Special Air Service (SAS) pendant la Seconde Guerre mondiale dans la moyenne montagne vosgienne entre le 12 août et le 9 octobre 1944.
La mission eut le malheur d’être une opération parachutée dans le massif vosgien à un moment où l’armée allemande y renforçait sa présence (opération Waldfest). Les Allemands prenant rapidement conscience de la présence de commandos ennemis menèrent alors des opérations en vue de détruire l’équipe SAS et d’éradiquer les foyers de maquisards auprès desquels les Britanniques appuyaient leur action.

## Missions
L’objectif était, en s’appuyant sur les foyers forestiers de maquisards locaux, de saboter les arrières de l’armée allemande en vue de favoriser la percée des blindés de la troisième armée du Général Patton vers Strasbourg et le Rhin via les cols secondaires des Vosges moyennes (cols de Prayé, de Saales, du Hantz...) débouchant sur la vallée de la Bruche.

## Déroulement

### Largage de commandos parachutistes
Le message "De Manicoco à Bamboula", émis le 10 août 1944 par la BBC, annonce l'imminence du premier parachutage du groupe d'avant-garde de l'opération. Un premier détachement SAS commandé par le capitaine Henry Druce est en effet parachuté dans les Vosges le 12 août 1944. La zone de largage se situe dans une zone montagneuse très boisée des Vosges gréseuses. 
L’objectif de ce détachement précurseur est de contacter la résistance française locale, d’effectuer une reconnaissance de la zone, d’identifier des cibles pour une attaque et de localiser une zone de largage propre à recevoir ultérieurement un parachutage plus important.
Le principal détachement sous le commandement du Lieutenant-Colonel Brian Franks arriva le 30 août 1944 soit 18 jours après le détachement d’avant-garde. Dès le jour suivant le SAS commença à patrouiller et à mettre en place des postes d’observation. Ses membres comprirent rapidement que leur présence avait été signalée aux Allemands.
Ils découvrirent de même une présence allemande plus importante que celle à laquelle ils s’attendaient. Une force de 5 000 Allemands remontait notamment la vallée du Rabodeau, près du village de Moussey, à proximité immédiate du camp de base SAS.
Les patrouilles, les attaques de sabotage et le nombre de combats qu’initièrent les SAS conduisirent les Allemands quant à eux à croire qu’ils avaient à combattre une force adverse beaucoup plus importante qu’elle ne l’était en réalité. Au cours des deux nuits du  19 et 20 septembre, le parachutage de six Jeeps et d’un renfort de 20 hommes autorisa les commandos SAS à accroître leur activité.
Les Jeeps, armés de Vickers K et mitrailleuses Browning, étaient ainsi utilisées pour attaquer par surprise les véhicules de tête des convois allemands. Les Allemands ne purent localiser la base SAS mais comprirent aisément que cette équipe ne pouvait ainsi sévir sans l’aide de la population locale. Pour obtenir des informations sur l’emplacement du camp SAS, tous les habitants mâles de Moussey âgés de 16 à 60 ans, soit un total de 210 hommes, furent arrêtés. Après avoir été interrogés, ils furent déportés vers les camps de concentration notamment celui de Natzwiler-Struthof. Seulement 70 rescapés revinrent après-guerre.

### Appui des Forces françaises de l'intérieur

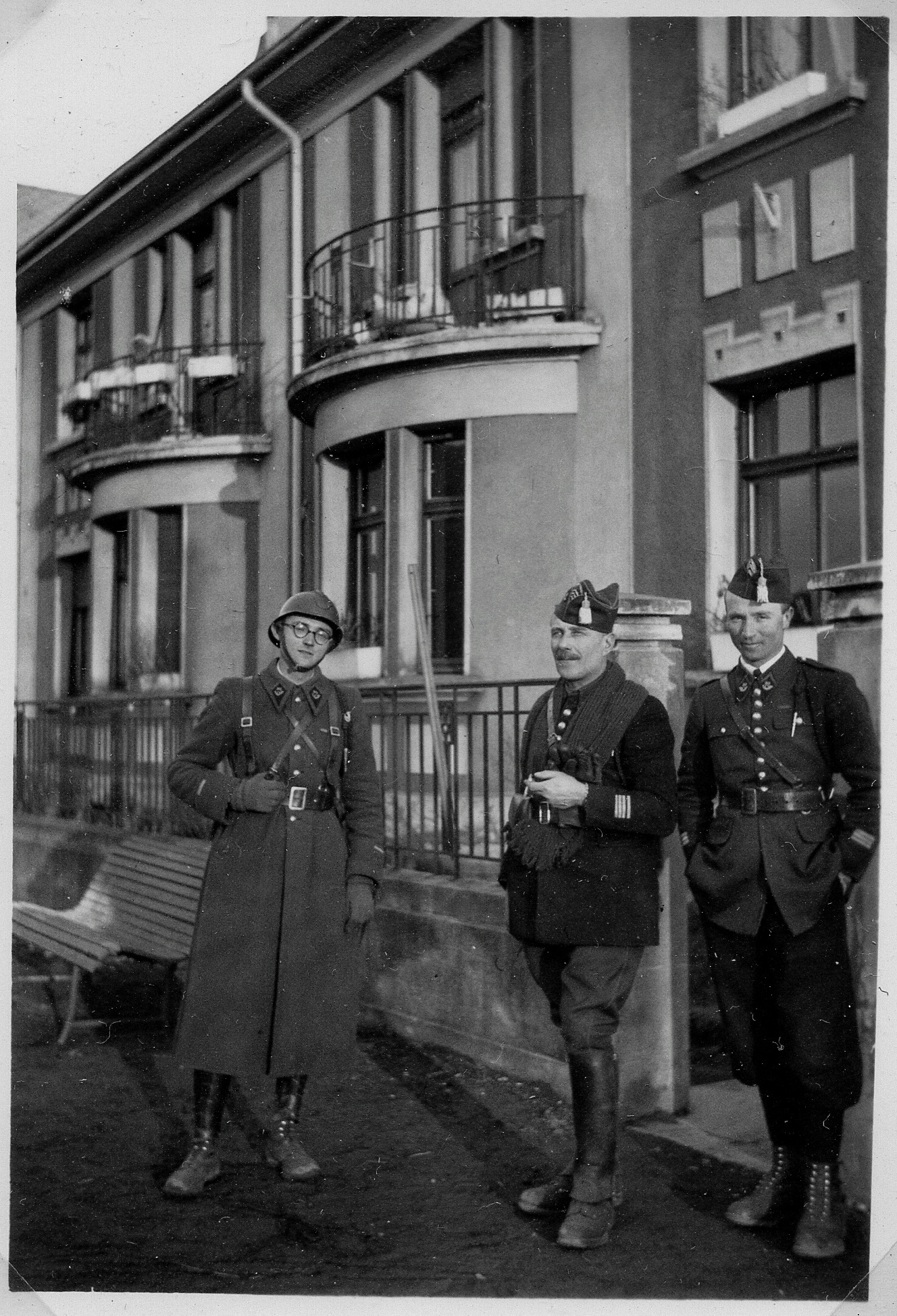
Le commandant Marlier en 1940 (au centre).

Le 1er Régiment de Chasseurs Vosgiens FFI commandé par Émile Marlier est centré sur les vallées du Rabodeau et de la Fave. Il regroupe près de huit cents hommes répartis en : le 1er bataillon : dirigé par Denis Fondeur ; le 2e bataillon : dirigé par le capitaine Quettant ; le Corps-Franc Mallens et le 4e bataillon : dirigé par Émile Finck alias capitaine Morel. Le Groupe Mobile d'Alsace (GMA) centré sur la vallée de la Plaine (rivière) et les hauts de Moussey. Il est désorganisé à la suite des problèmes rencontrés le 18 août.

## Résultat
Initialement prévue pour durer deux semaines l'opération s’étira sur deux mois. L’arbitrage en faveur de l’opération Market Garden et sa promesse d’une libération du port d’Anvers détourna provisoirement vers le front britannique l’approvisionnement en carburant et munitions, fixant de fait les positions de US Army de Patton devant Nancy. En plus de nombreuses opérations de harcèlement sur les convois routiers, il faut noter au titre de l'opération Loyton la coupure du câble téléphonique Strasbourg-Paris à La Voivre et de la voie ferrée Ligne de Strasbourg-Ville à Saint-Dié entre Bourg-Bruche et Saales.
Trente-et-un hommes furent capturés au cours de l'opération Loyton puis exécutés comme espions par les Allemands, ces derniers refusant d’attribuer la qualité de combattant régulier aux commandos SAS et dès lors leur déniant la qualité de prisonniers de guerre.

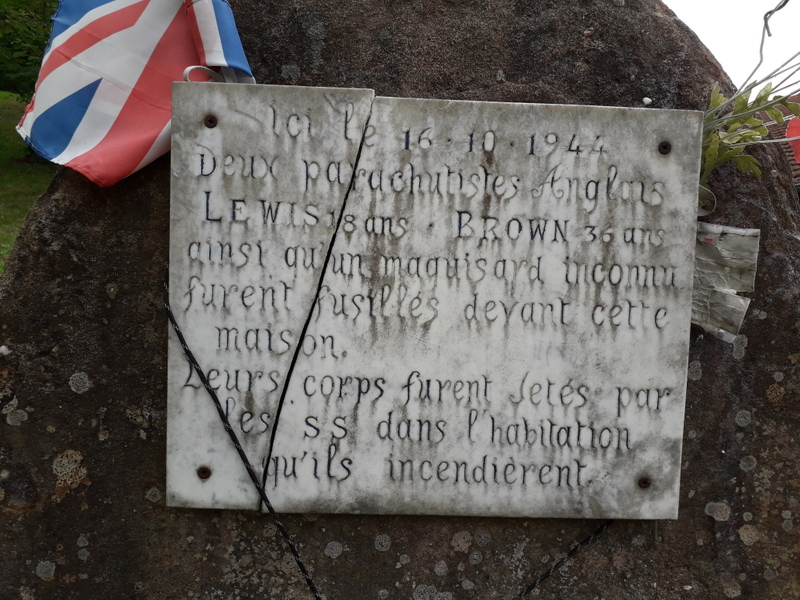
Plaque mémorielle rappelant l'exécution de deux parachutistes SAS et d'un maquisard.

Compte tenu du manque d’approvisionnements et sous la pression de l’omniprésente armée allemande s'arcboutant en nombre sur massif vosgien, les SAS reçurent l’ordre de rallier les lignes alliées par petits groupes de combat.

### Conséquences
Alors que la promesse d’une prochaine libération avait provoqué un mouvement de masse vers les maquis, la faiblesse de l’armement parachuté à la Résistance joint à l’absence de progression alliée et la concentration de troupes nazies et de collaborateurs ont conduit à une féroce répression contre les civils. Celle-ci fut impitoyable avec son lot d’exécutions et de déportations. L’ampleur de cette répression fut telle que la vallée du Rabodeau, épicentre de l’opération Loyton, y gagna son triste surnom de « Vallée des larmes ».

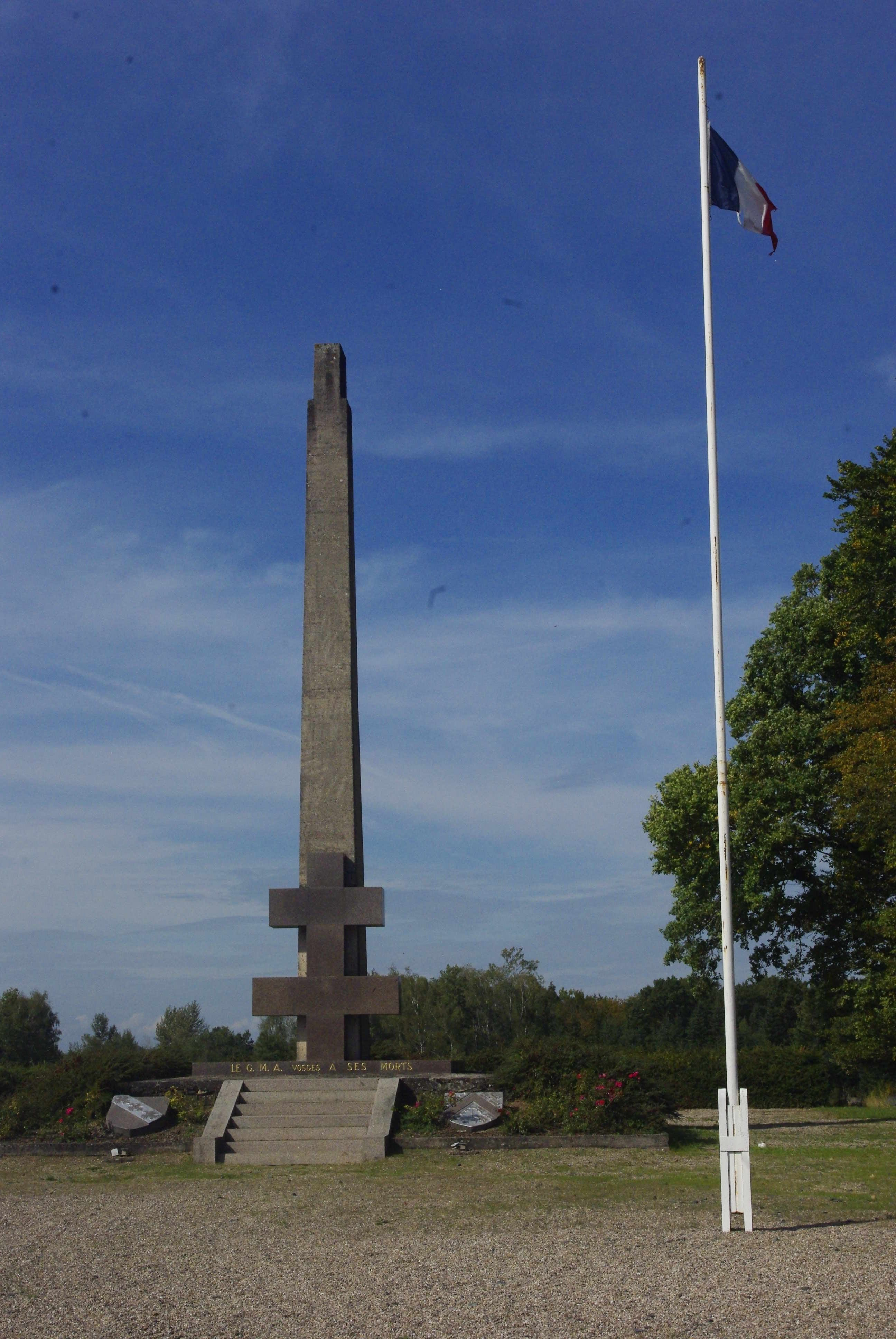
Obelisque Ferme Vombois, Neufmaisons.
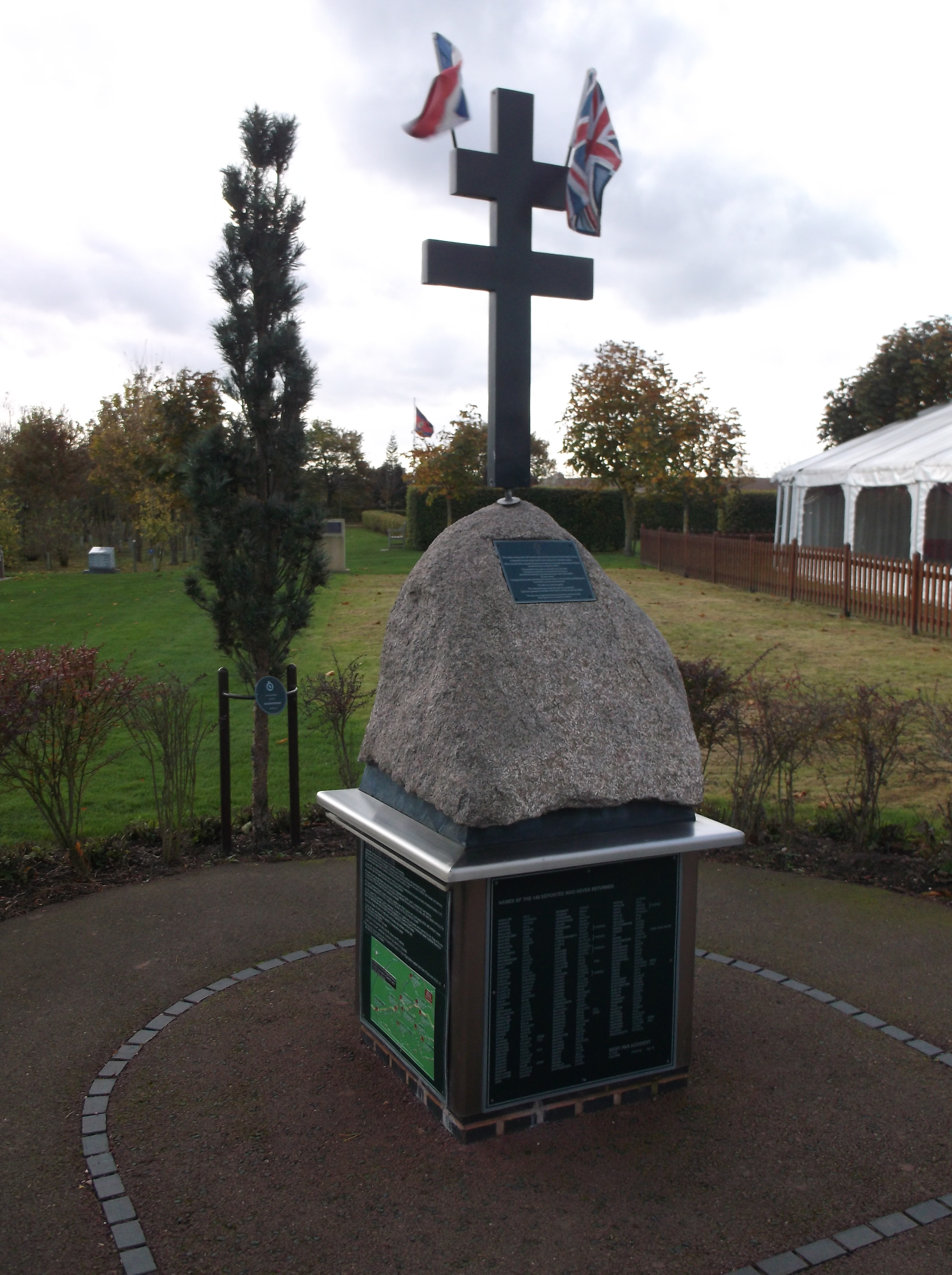
Mémorial, en Grande-Bretagne, de l'Opération Loyton.
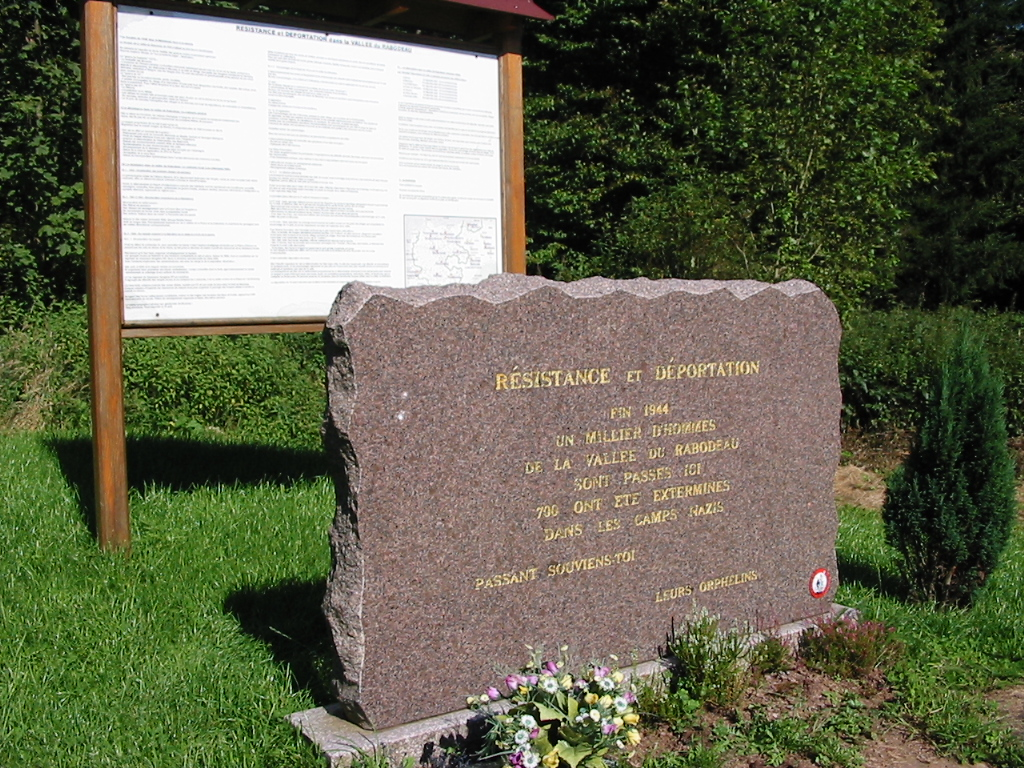
Au col du Hantz, stèle en mémoire de la déportation de masse des civils.
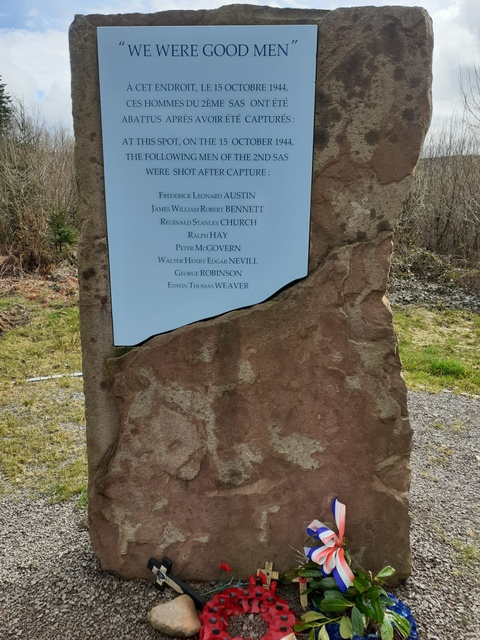
SAS-Mémorial "We were good men", La Grande-Fosse.

À la suite de ces actions les Allemands organisèrent une répression en trois phases principales le 18 août, le 24 septembre et les 5 et 6 octobre ils furent aidés par des supplétifs français : 
- vingt-cinq résistants fusillés ;
- mille hommes de la vallée du Rabodeau déportés[1] dont sept cents ne revinrent pas ;
- de nombreuses maisons brûlées, trois villages incendiés ainsi que de nombreuses usines.

À Moussey, où reposent au cimetière communal des combattants SAS, un monument commémore depuis 2003 le sacrifice des combattants venus d'outre-Manche libérer les Vosges du joug nazi. En Grande-Bretagne, les "Phantom Memorial" et "Moussey Memorial du National Memorial Arboretum" rendent hommages aux pertes civiles et militaires.

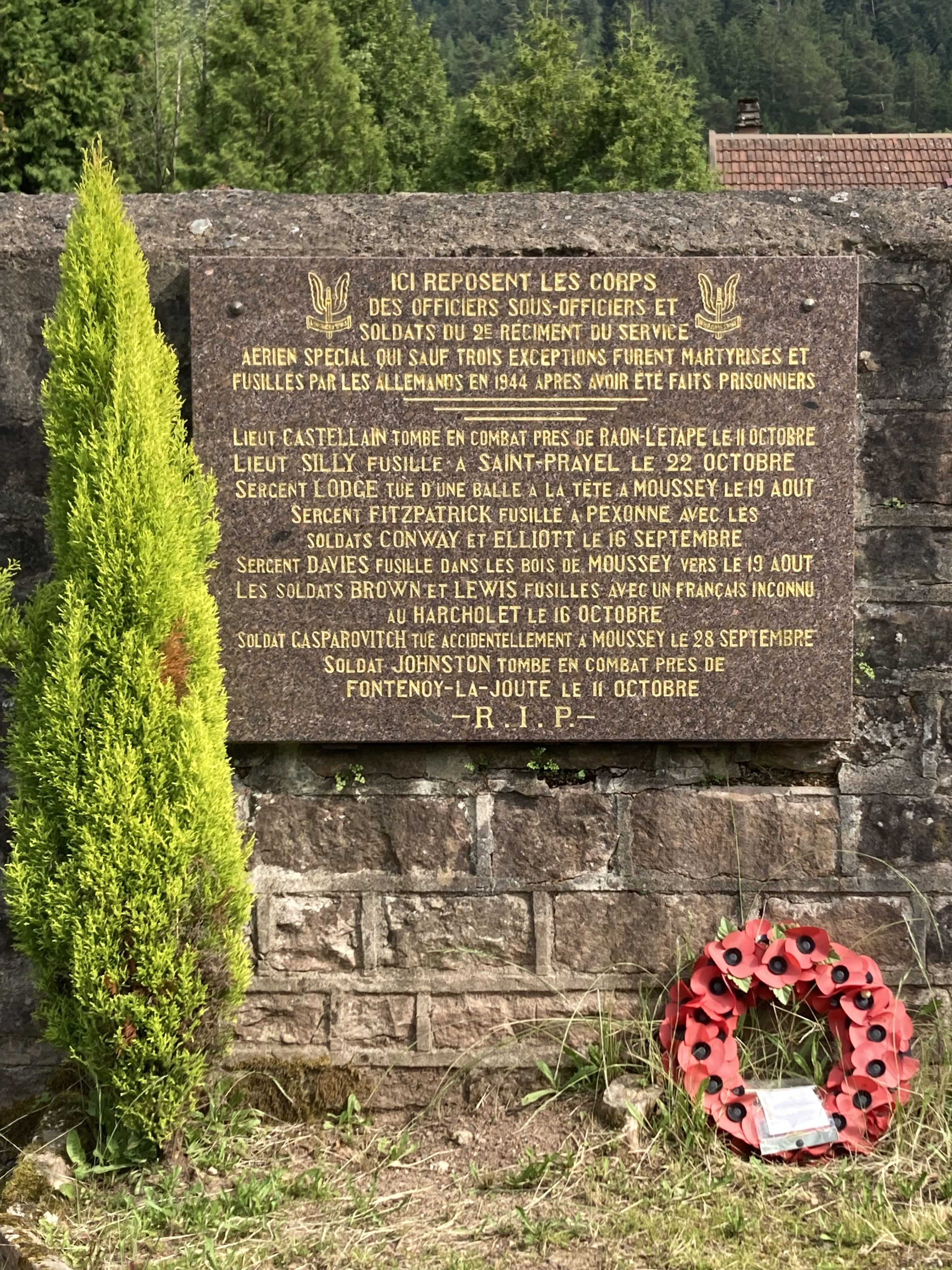
Plaque mémorielle dans le cimetière communal de Moussey.
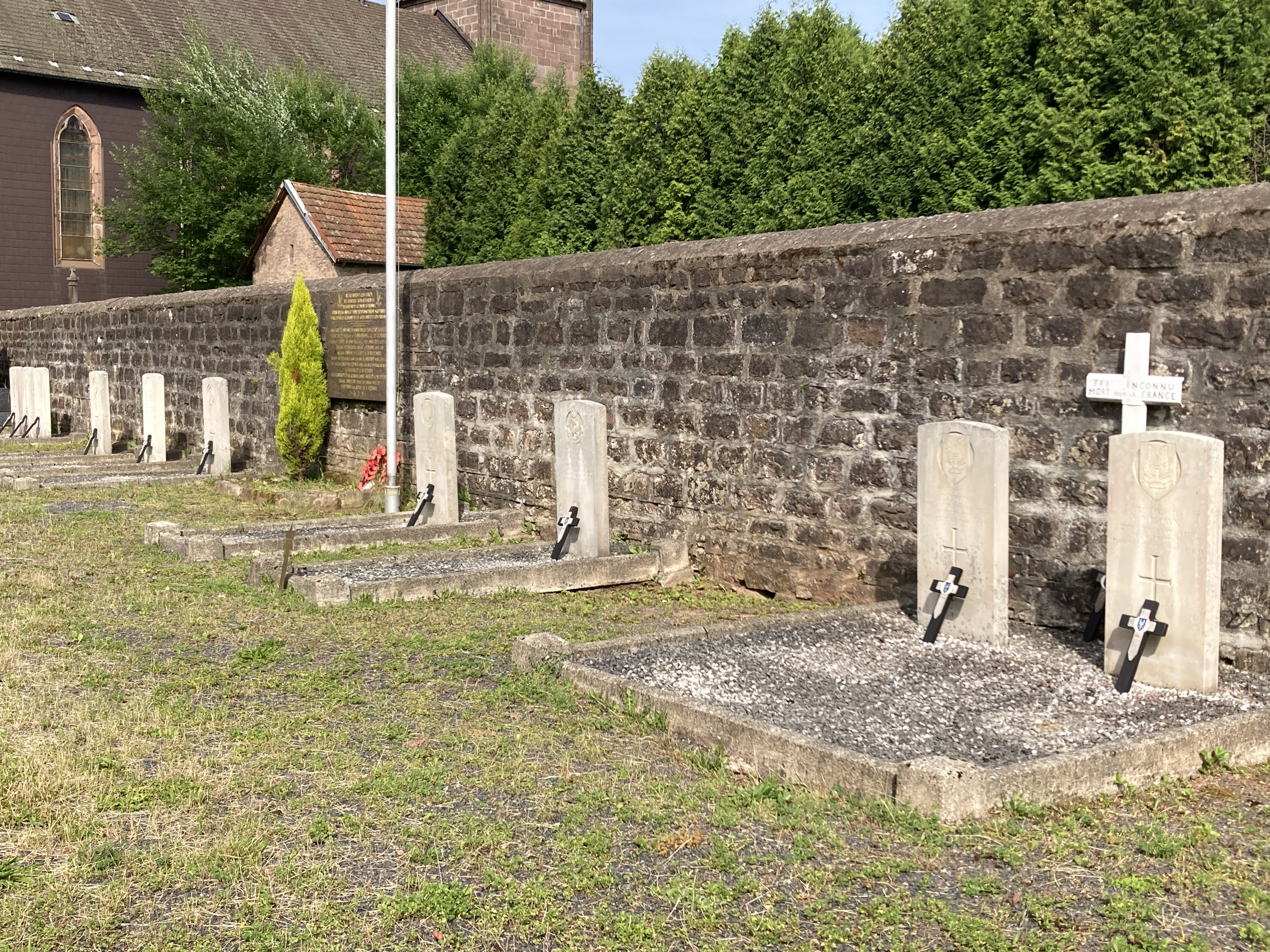
Tombes des commandos SAS anglais dans le cimetière communal de Moussey.
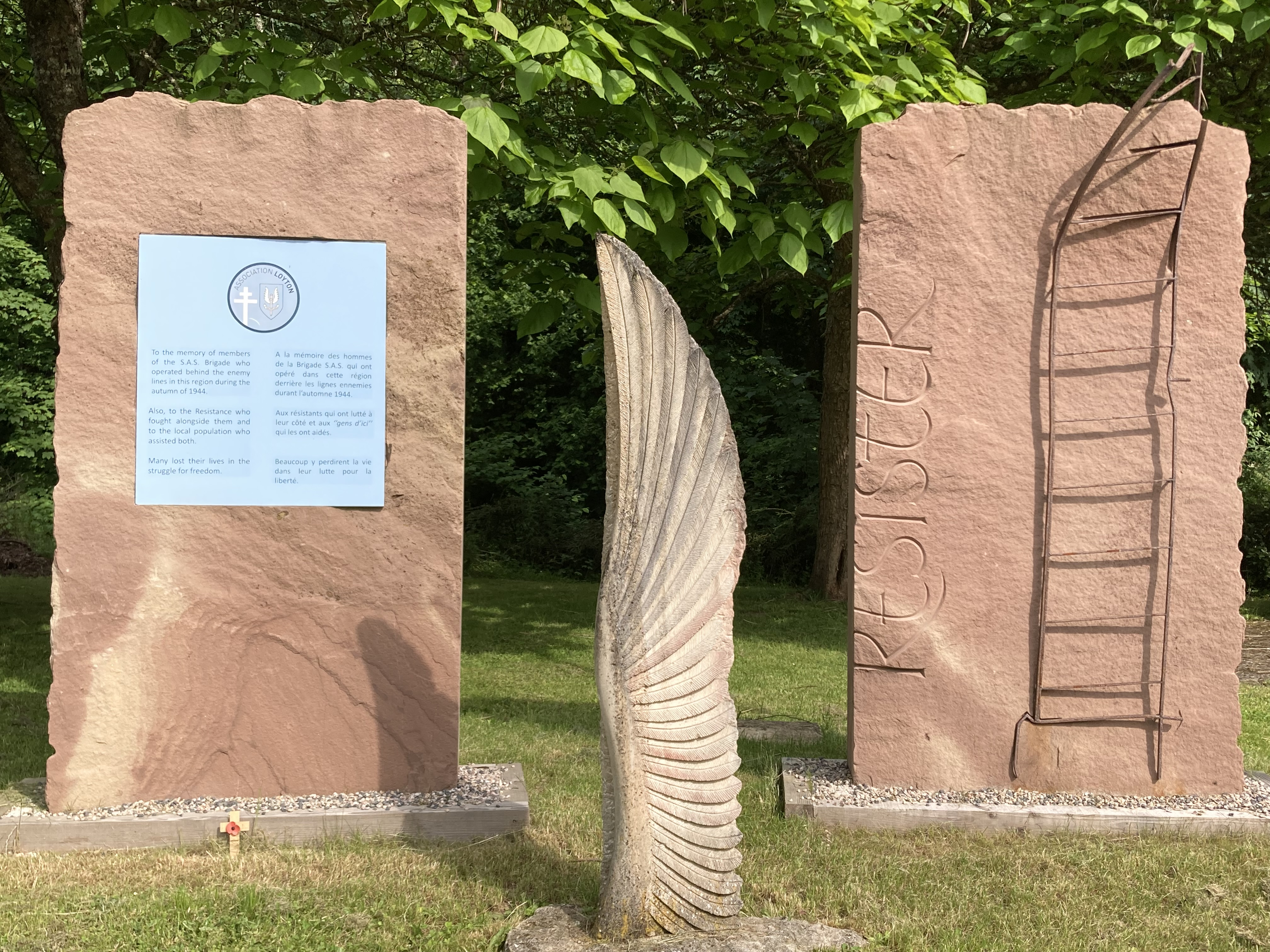
Monument aux morts de Moussey.